# Канчелијера-Масимета-Пантанеле (Рим)
Канчелијера-Масимета-Пантанеле је насеље у Италији у округу Рим, региону Лацио.
Према процени из 2011. у насељу је живело 947 становника. Насеље се налази на надморској висини од 149 м.